# 70式130mm自走ロケット砲
70式130mm自走ロケット砲（中国語: 70式130毫米自行火箭炮、工場製品コード：WZ303）は、1970年代に中華人民共和国の中国北車によって設計・製造された最初の装軌式自走多連装ロケット砲である。これは、63式装甲兵員輸送車のシャーシと19連装130mm口径のロケット発射機を組み合わせて開発されている。主に中国人民解放軍の戦車部隊と、火力支援用砲兵ユニットに配備された。

## 歴史
1970年2月、装軌式130mm自走ロケット砲の開発が正式に開始され、中国北車（201研究所）が担当した。設計の最終決定は1970年11月に承認され、砲に残る欠陥は生産試験中に解決する必要があった。1971年に、18台のパイロット生産車両が中国人民解放軍の第1戦車部隊に割り当てられた。試験車両の経験をフィードバックした後、1972年に改良版を完成させて他の部隊に納入したが、1972年版にはまだ問題が残っていた。改良後、1974年に追加試験に合格した。1977年に再設計・完成し、「70式130mm自走ロケット砲」と命名された。1979年に正式に量産され、合計244台の車両が生産された。
70式130mm自走ロケット砲は、1979年の中越戦争に参加し、軍からも好評であった。1990年代に予備軍に移管された後、人民解放軍の師団および連隊レベルの多連装ロケット砲は122mmモデルに置き換えられた。

## 構造
70式130mm自走ロケット砲のシャーシは、水陸両用フロート機能を備えた63式A型装甲兵員輸送車（A531）を採用。多連装ロケット砲を搭載するため、車体後部上部を改造。多連装ロケット砲は、63式107mmロケット砲より移植した2列19連装で構成。ロケット発射後部の炎で車体が焼けるのを防ぐため、油圧リフト構造で設計されている。ロケット砲は発射時に50mm上昇する。発射機と車体には移動時の衝突を防ぐため固定ロックが装備されている。
63型19連装130mmロケット発射機は長さ1.05mの筒を持ち、上下2層（上10と下9）に分かれており、電気を使って10秒で発射できる。ラック上のロケットの他にも20発の予備ロケットが車内に保管されており、乗組員が人力でリロードできる。車体の右側には、この目的のためにペダルに乗り込んでリロードするための追加の人員がいる。
1986年に新型の通信機器、つまり改良された車載無線機と車載インターコムに置き換えられた。この製品コードはWZ303Aである。

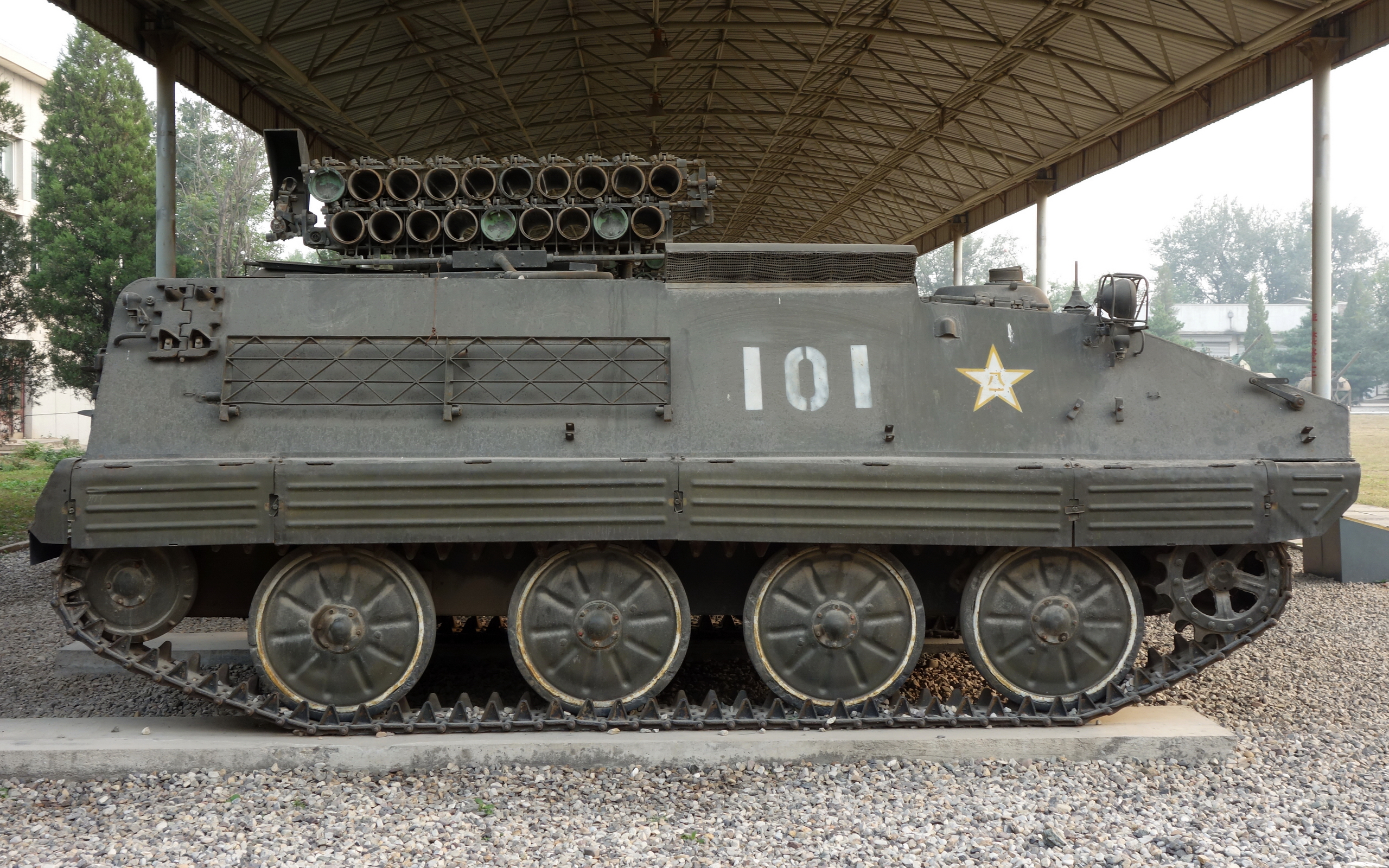
車体右側にリロードペダルを装備した70式130mm自走ロケット砲
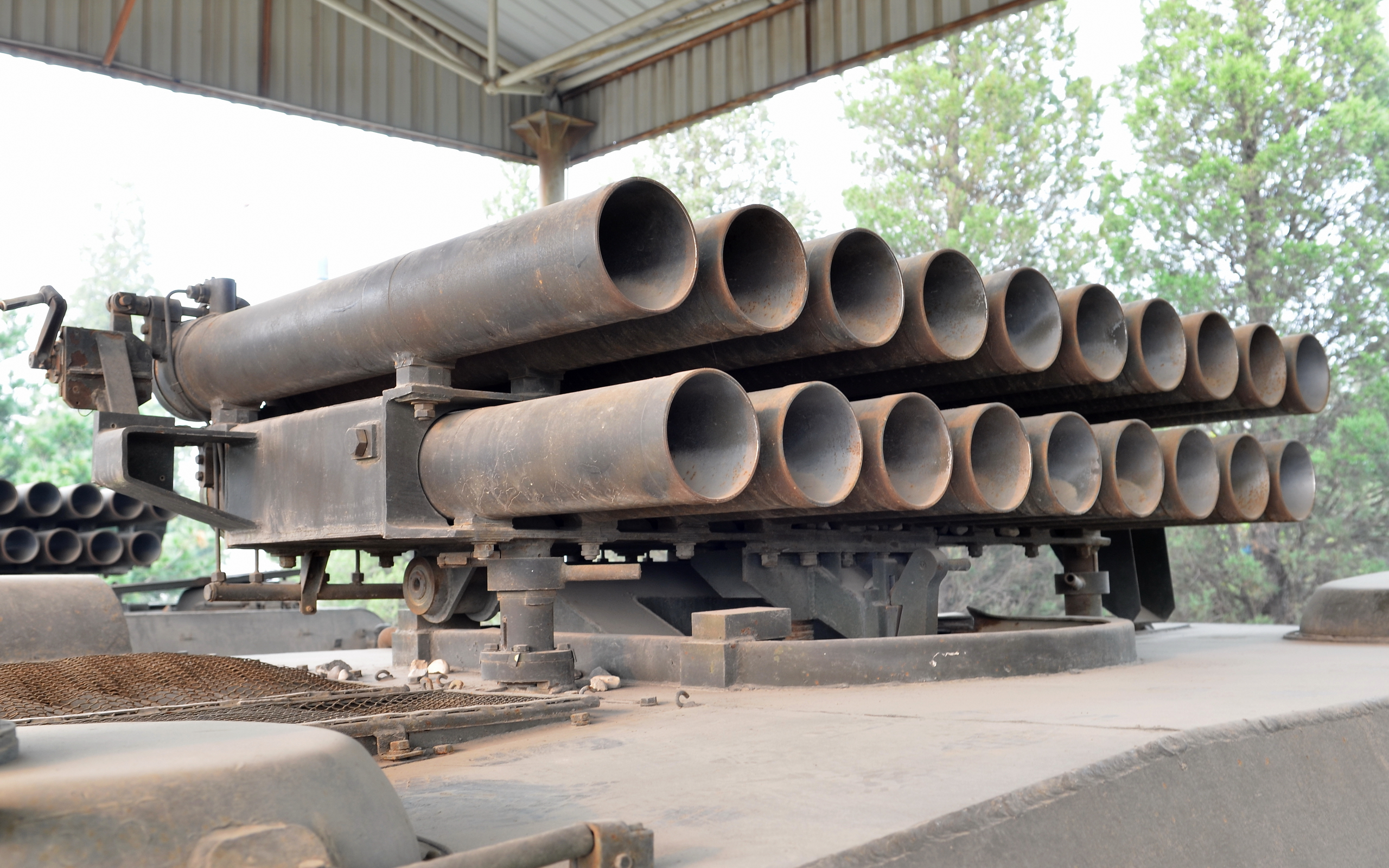
19連装130mm口径ロケット発射機、ベース油圧リフト装置は下降状態にあり、ロケット発射機が見える。
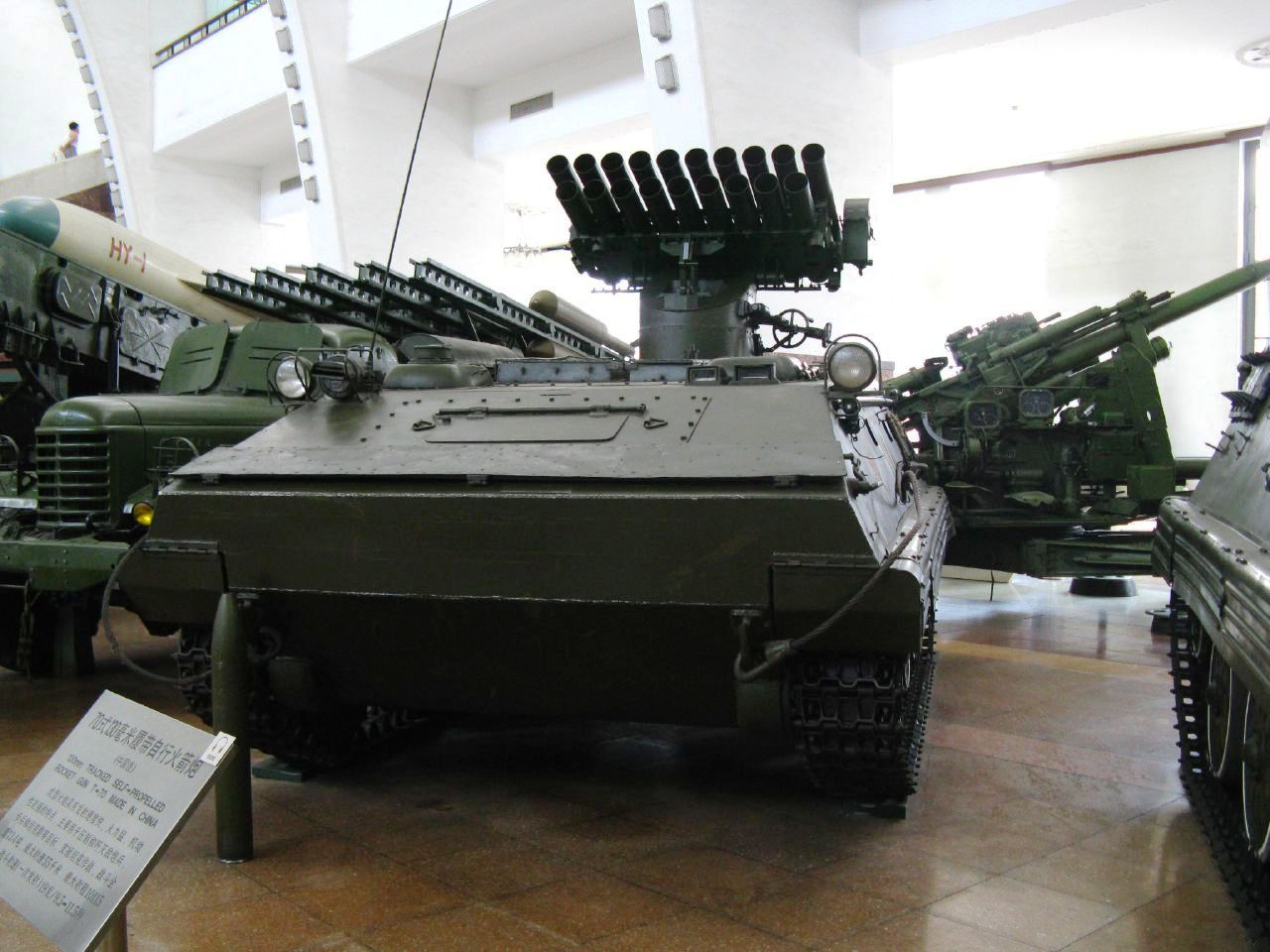
70式自走ロケットの19連装発射機は、発射時に上昇状態になる。